# Buzău
Buzău (in ungherese Bodzavásár, in tedesco Busäu) è un municipio della Romania di 134 619 abitanti, capoluogo dell'omonimo distretto, nella regione storica della Muntenia.

## Geografia fisica
Buzău si trova tra la valle del fiume omonimo, i piedi dei Carpazi e la piana del Danubio, con un'altitudine che varia tra 88 e 101 m s.l.m. Il fiume Buzău va soggetto a forti variazioni di portata ed a straripamenti; la città è stata peraltro costruita abbastanza in alto rispetto al letto del fiume e pertanto non viene inondata dalle piene del fiume: anche durante le alluvioni del 2005, il fiume danneggiò il ponte che lo attraversa a nord della città, ma questa non subì danni.
Il clima è prettamente continentale, con una media di 92 giorni all'anno con temperature inferiori allo zero, ma altrettanti giorni tipicamente estivi.
Le piogge raggiungono mediamente i 500 mm annui e spesso si verificano nevicate anche oltre i 30 mm.

## Storia

### Primi documenti
Il primo documento che menzioni una polis sulle rive del fiume Buzău è una lettera scritta attorno al 400 dal governatore Ioannis Soranus all'arcivescovo di Caeasarea Mazaca che parla del martirio di un missionario cristiano di nome Sabbas, il più antico martire conosciuto nativo dell'attuale Romania, affogato nel fiume dai Goti. Sabbas è tutt'oggi il patrono della città come di altre piccole località della zona. Copie del documento sono visibili presso la Biblioteca Vaticana e la Biblioteca di San Marco a Venezia.
A Buzău sono state ritrovate numerose tombe databili dal III al V secolo, contenenti anche monete che testimoniano la continuità dell'insediamento.

### Il Medioevo
Lo sviluppo medievale portò Buzău a diventare un importante centro commerciale e culturale.
La città è citata come un mercato per la prima volta in un documento datato 31 gennaio 1431 emesso da Dan II, voivoda di Valacchia. Il documento concede ai mercanti di Brașov il diritto di commerciare in diverse località della Valacchia, tra cui Buzău come già facevano durante il regno di Mircea cel Bătrân. Questo privilegio venne più tardi confermato da Vlad l'Impalatore, il quale determinava anche che le strade da seguire erano quelle attraverso Rucăr, Prahova, il fiume Teleajen o Buzău.
Nel 1500 Radu IV cel Mare creò la diocesi di Buzău, facendo diventare la città un centro religioso importante; anche questo contribuì alla crescita, tanto che nel XVI secolo Buzău era la quarta città della Valacchia. In un documento del 1536 si dice che la città era governata da un judeţ (sindaco) e 12 pârgari (consiglieri) eletti. Tutt'oggi esistono dei tunnel sotterranei risalenti a questo periodo che univano il palazzo vescovile, il centro cittadino e l'attuale Parco di Crâng, all'epoca una foresta ai margini della città: le gallerie venivano usate sia come magazzini che come vie di fuga in caso di pericolo.

### Le distruzioni
Nei secoli successivi, Buzău fu soggetta a diverse e successive invasioni che portarono più volte alla distruzione parziale o totale della città. Prima venne distrutta da Ottomani e Tartari nel 1597, poi danneggiata dai Polacchi nel 1616, poi ancora gli Ottomani nel 1617 ed i Tartari nel 1623. A queste succedette un'invasione turca nel 1659 ed una ancora degli Ottomani nel 1679.

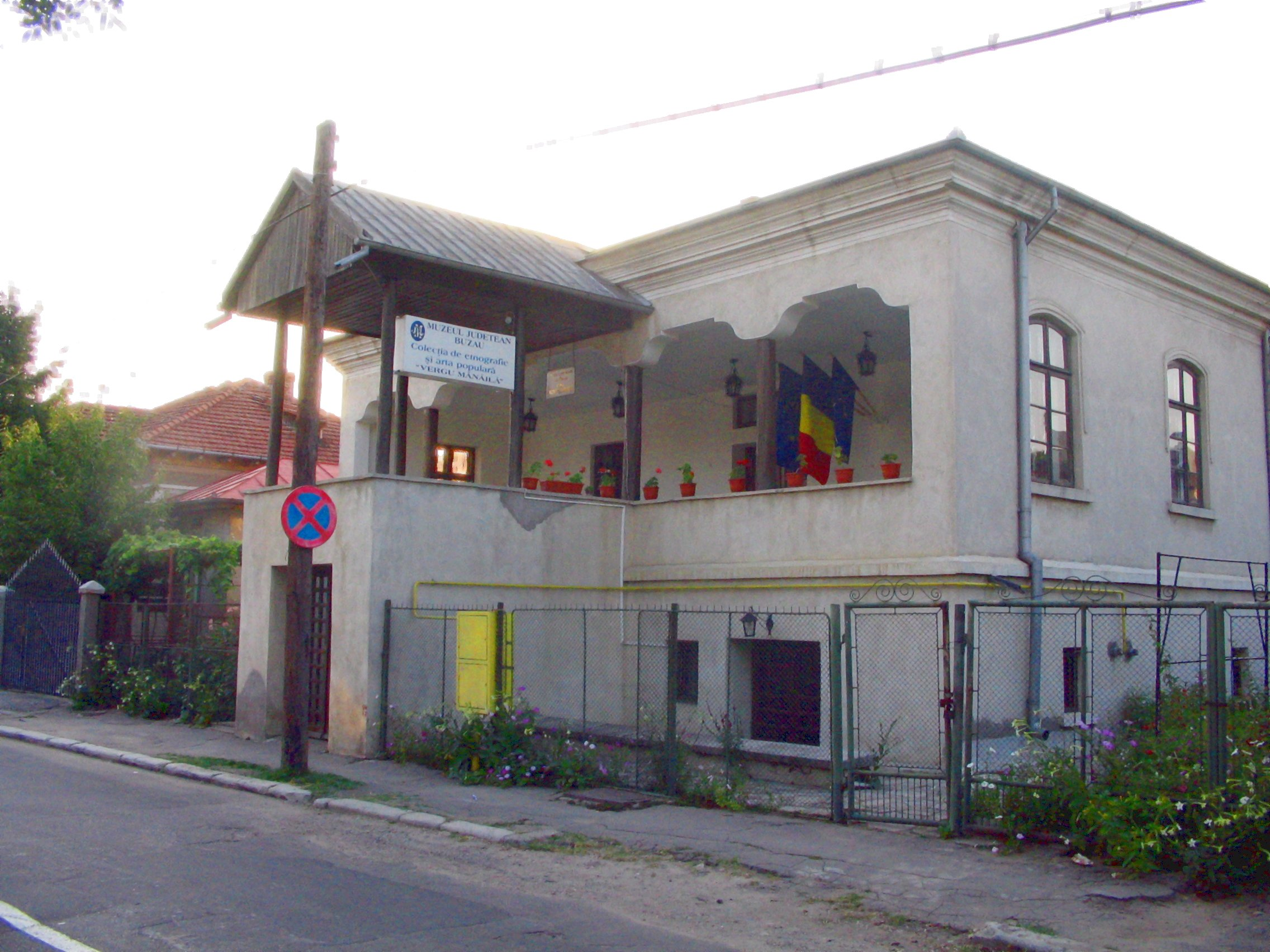
Il Palazzo Vergu-Mănăilă

La città venne comunque sempre ricostruita: essa appare in una mappa della Valacchia del 1700, stampata a Padova, assieme a 22 altre località della zona.
Dopo un periodo di relativa pace, la città venne nuovamente danneggiata tre volte in tre successive guerre tra russi e turchi (1739, attorno al 1770 e attorno al 1790), ed ancora dagli Ottomani nel 1806-1807; quest'ultima invasione fece fuggire tutti gli abitanti, che rientrarono soltanto nel 1812.
L'ultima distruzione parziale della città avvenne nel 1812, durante la Guerra d'indipendenza greca; tutti questi eventi fanno sì che, pur con una storia documentata di 17 secoli, il palazzo più antico della città risalga soltanto al 1780: si tratta del Palazzo Vergu-Mănăilă, residenza di un boiardo locale.

### Il XIX secolo
Durante il XIX secolo la città riuscì a superare le difficoltà causate dalle successive invasioni e distruzioni ed iniziò a svilupparsi sia culturalmente che economicamente. La foresta di Crâng divenne una zona frequentata per divertimento attorno al 1830 e venne trasformata in parco pubblico nel 1850.
Dal punto di vista culturale, lo sviluppo delle scuole iniziò nel 1831, quando il vescovado aprì una scuola per pittori di murali e di icone, diretta da Nicolae Teodorescu e frequentata tra gli altri da Gheorghe Tattarescu. Un anno più tardi venne aperta la Scuola Nazionale, la prima scuola della città ad insegnare in lingua rumena. Nel 1838 venne aperta la Școala Normală, destinata a formare gli insegnanti per le scuole della città e di altri 115 villaggi della zona. Due anni prima, nel 1836 era stato aperto il Seminario, la prima scuola superiore della città ed il secondo seminario della Romania, dopo quello di Bucarest.
Il più vecchio censimento della città risale al 1832 e registra 2 567 abitanti, tra cui un austriaco, un inglese e 18 ebrei.
Durante la Rivoluzione della Valacchia del 1848, in città venne costituita una Guardia Nazionale sotto la guida di Barbu e Nicolae Bălcescu; la rivolta venne pero repressa dalle armate Russe e Ottomane e l'esercito russo occupò la città per tre anni.
Dopo che la città si era espressa a favore dell'unione della Valacchia con la Moldavia, Buzău accolse entusiasticamente il principe Alexandru Ioan Cuza nel suo viaggio da Iași a Bucarest. Il principe, già a capo dei Principati danubiani, avrebbe nel 1861 riunito Moldavia e Valacchia nel Principato di Romania.

### Le guerre mondiali
Durante la prima guerra mondiale, Buzău venne occupata dalle truppe tedesche dal 14 dicembre 1916 al 14 novembre 1918; in questo periodo molti degli abitanti emigrarono in Moldavia o nelle campagne circostanti la città.
Nel periodo tra le due guerre, la città iniziò a sviluppare l'attività industriale, parallelamente ai miglioramenti alla propria struttura: in particolare sotto la guida del sindaco Stan Săraru venne realizzata la pavimentazione in pavé delle principali vie, la costruzione dello stadio e, soprattutto, venne aperto un moderno mercato alimentare, tuttora esistente, che rimane il più importante della città e che porta il nome dello stesso sindaco.

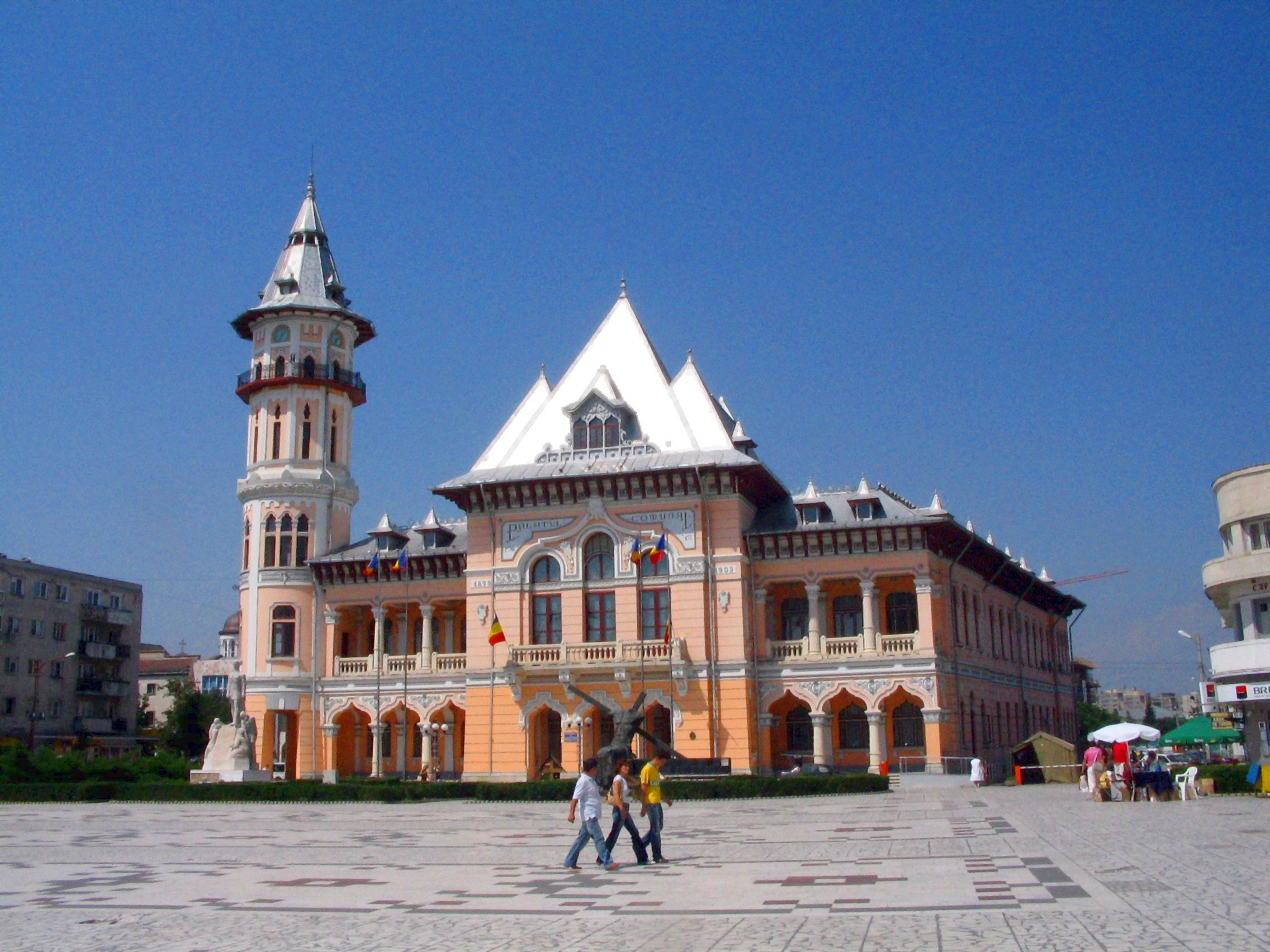
Il Palazzo comunale.

Durante la seconda guerra mondiale le truppe sovietiche occuparono la città nell'agosto 1944, abbattendo a cannonate la torre del Palazzo comunale (poi ricostruita alla fine del conflitto) in cui erano asserragliate le truppe naziste. Dopo il 23 agosto, giorno dell'arresto del maresciallo Ion Antonescu e della caduta del suo governo filo-nazista, nella zona di Buzău si svolsero numerosi aspri combattimenti; il cosiddetto Cimitero degli Eroi, alle porte della città, accoglie le salme dei molti militari che persero la vita.

### Il periodo comunista
Quando il regime comunista prese il potere in Romania, Buzău perse lo status di capoluogo di distretto, venendo inglobata nella Regione di Ploiești; il distretto di Buzău venne ripristinato nel 1968.

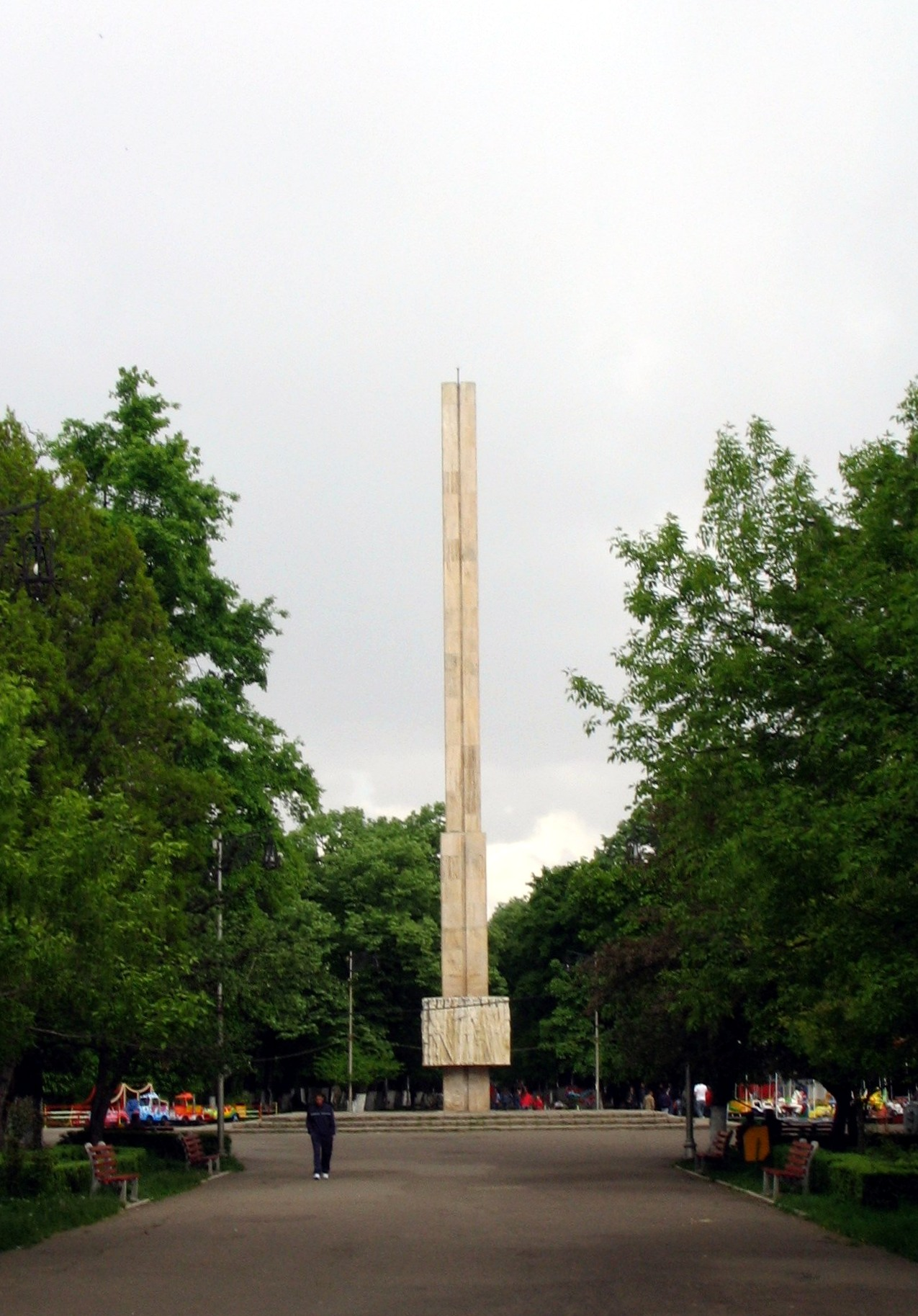
L'obelisco nel Parco Crâng

Tutte le industrie vennero nazionalizzate ed il governo centrale avviò una politica abitativa che prevedeva la costruzione di grandi palazzi di appartamenti (bloc); conseguentemente, molte zone periferiche vennero interamente demolite per far posto a questi palazzi, ma anche gran parte del centro storico, con edifici d'epoca come il Teatro Moldavia, venne abbattuto, soprattutto nel periodo di maggiore spinta del piano, tra il 1980 ed il 1988.
Precedentemente, nel 1963, era stata aperta la grande area industriale a sud della città, collocata in modo che i venti portassero le emissioni inquinanti lontano dal centro cittadino.
Risalgono comunque al periodo comunista alcune importanti realizzazioni quali il Parco Tineretului (Parco dei giovani), con annessi una piscina ed un palazzo dello sport, l'ospedale principale (1971-1973) ed un grande cinematografo con 650 posti (1981).
Nel 1976 la città celebrò i suoi 1 600 anni di storia e, per l'occasione, nel Parco Crâng venne eretto un obelisco.
Con la caduta del regime comunista il piano di demolizione degli edifici e di costruzione dei bloc si interruppe; la città conobbe un periodo di stagnazione economica, ma lo sviluppo riprese poi lentamente, grazie alla privatizzazione delle industrie statali ed all'avvio di nuove attività industriali.

## Infrastrutture e trasporti

### Ferrovie
La stazione ferroviaria di Buzău, inaugurata nel 1872, costituisce un importante centro di passaggio delle linee che uniscono Bucarest e Ploiești a Focșani, Galați e Costanza.

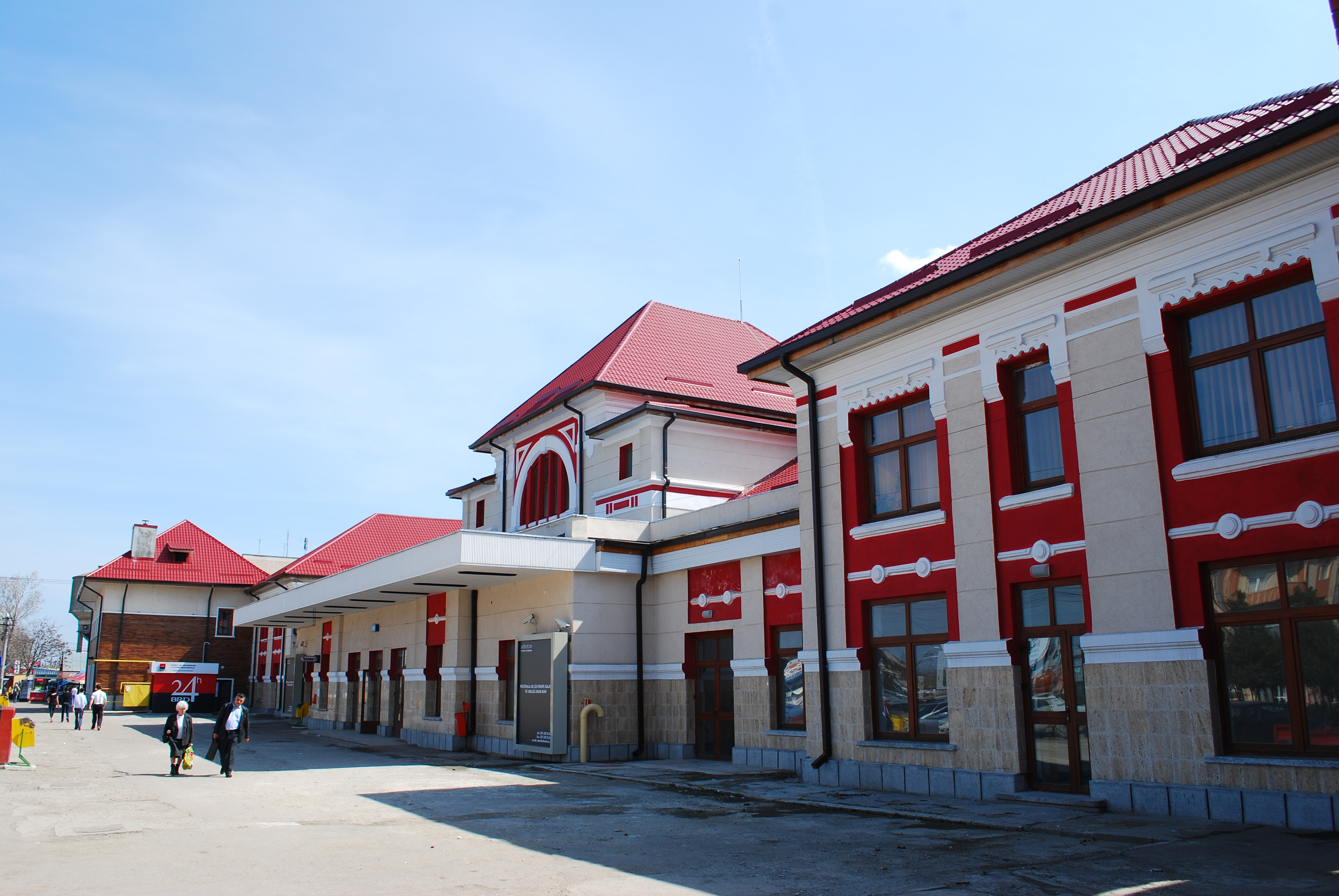
La stazione ferroviaria

Alla stazione ferroviaria è legata la storia di un'aquila, chiamata Ilie, che era stata allevata nel periodo tra le due guerre mondiali da un commerciante locale che viveva nei pressi della stazione: questo animale divenne in breve la mascotte della stazione, in quanto volava spesso sopra di essa e scendeva a prendere cibo direttamente dalle mani dei ferrovieri e dei viaggiatori.
L'aquila venne uccisa da un soldato tedesco durante la seconda guerra mondiale, ma è tuttora ricordata dalla marca di una birra prodotta a Buzău, la Vulturul (L'Aquila), e da una via della città, Strada Vulturului (Via dell'Aquila).

### Rete stradale
Buzău è raggiunta dalla autostrada A7 e da diverse strade statali (DN2, DN1B, DN10, DN2B) che la collegano alle principali città del paese.
I buoni collegamenti hanno favorito lo sviluppo di parecchi collegamenti con autobus che partono da due terminal, uno dei quali vicino alla stazione ferroviaria.

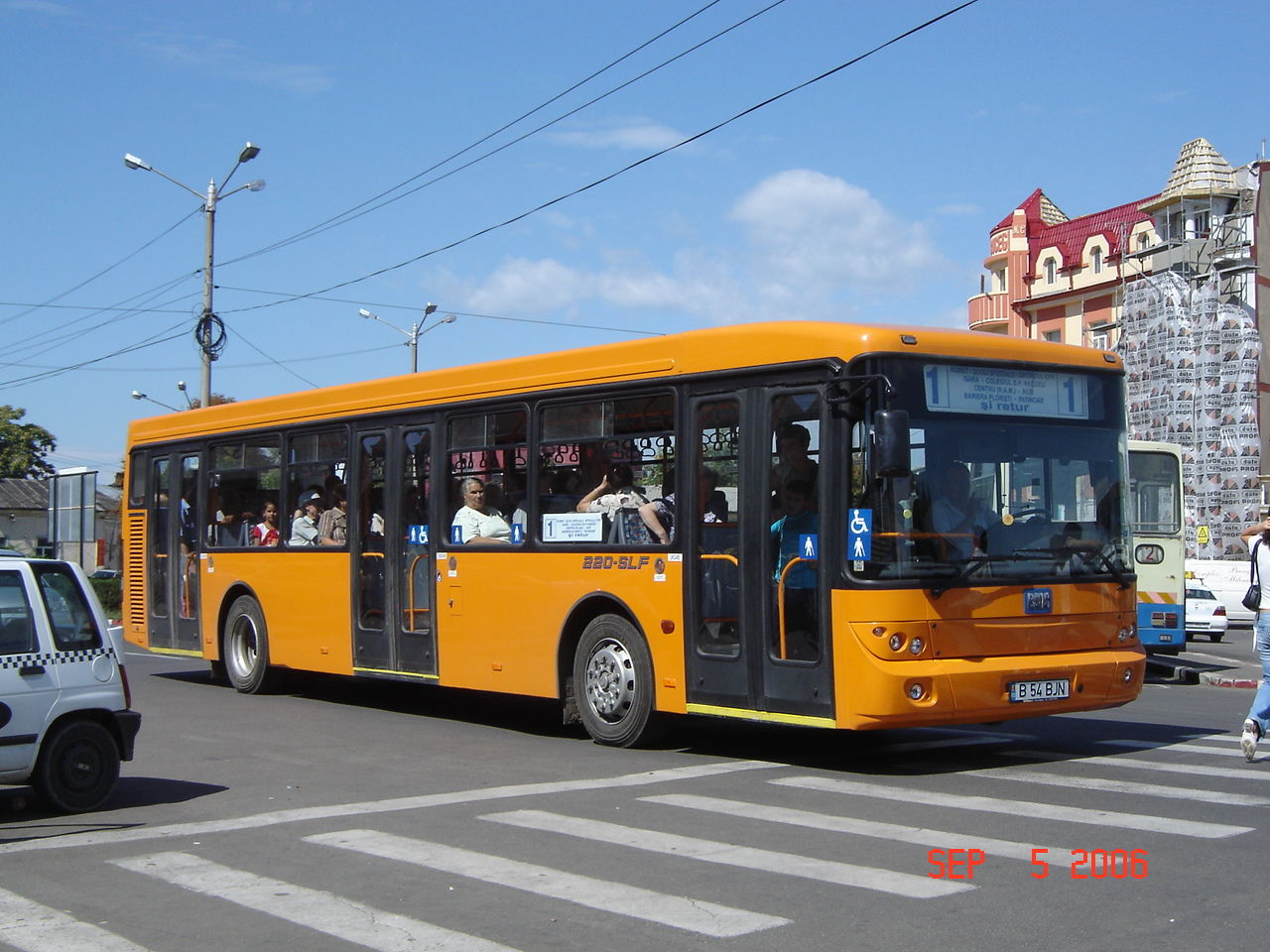
Un autobus della Linea urbana 1.

### Aeroporto
L'aeroporto più vicino è l'Aeroporto Internazionale Henri Coandă di Bucarest che dista circa 110 km.

### Trasporti urbani
Il trasporto pubblico è costituito da una rete di 10 linee di autobus che uniscono il centro, le zone residenziali e quelle industriali. Il servizio taxi viene svolto da diverse società e da operatori singoli.